# Красний Бір (Озерський міський округ)
Красний Бір (рос. Красный Бор) — селище Озерського міського округу, Калінінградської області Росії. Входить до складу Гавриловського сільського поселення.
Населення —  0 осіб (2015 рік). 

## Населення
| 2002 | 2010 |
| ---- | ---- |
| 7    | ↘0   |